# Elaphoglossum caricifolium
Elaphoglossum caricifolium är en träjonväxtart som beskrevs av John T. Mickel. Elaphoglossum caricifolium ingår i släktet Elaphoglossum och familjen Dryopteridaceae. Inga underarter finns listade.